# Потанинское сельское поселение (Ленинградская область)
Пота́нинское се́льское поселе́ние — муниципальное образование в составе Волховского района Ленинградской области. Административный центр — деревня Потанино.

## Географические данные
Поселение расположено в северо-восточной части района, граничит с Тихвинским районом, на западе омывается Ладожским озером. 
По территории поселения проходят автодороги:
- Р21 (E 105) «Кола» (Санкт-Петербург — Петрозаводск — Мурманск)
- 41К-376 (Низино — Потанино — Хмелевик)
- 41К-384 (Шахново — Вороново — Кириково)
- 41К-397 (Хмелевик — Чуново)

Расстояние от административного центра поселения до районного центра — 60 км.
По территории поселения проходит железная дорога Санкт-Петербург — Мурманск (ж/д станции Сидорово и Юги)

## История
В начале 1920-х годов в составе Шахновской волости Новоладожского уезда был образован Подбережский сельсовет с центром в деревне Подбережье (с декабря 1922 года — в составе Пашской волости). 
В августе 1927 года Подбережский сельсовет вошёл в состав вновь образованного Пашского района Ленинградской области. 
В ноябре 1928 года к сельсовету был присоединён Шолтовский сельсовет, а 16 июня 1954 года — Шахновский сельсовет. 
14 декабря 1955 года после ликвидации Пашского района Подбережский сельсовет вошёл в состав Новоладожского района.
14 октября 1960 года Чуновский и Подбережский сельсоветы были объединены в Потанинский сельсовет, центром которого стала деревня Потанино (бывшая Подбережье). 
1 февраля 1963 года  после ликвидации Новоладожского района Потанинский сельсовет вошёл в состав Волховского района.
В конце 1970-х годов в состав сельсовета вошёл Кириковский сельсовет.
18 января 1994 года постановлением главы администрации Ленинградской области № 10 «Об изменениях административно-территориального устройства районов Ленинградской области» Потанинский сельсовет, также как и все другие сельсоветы области, преобразован в Потанинскую волость.
1 января 2006 года в соответствии с областным законом № 56-оз от 6 сентября 2004 года «Об установлении границ и наделении соответствующим статусом муниципального образования Волховский муниципальный район и муниципальных образований в его составе» образовано Потанинское сельское поселение, в которое вошла территория бывшей Потанинской волости.

## Население
| 2006  | 2010  | 2011  | 2012  | 2013  | 2014  | 2015  |
| ----- | ----- | ----- | ----- | ----- | ----- | ----- |
| 1300  | ↘1254 | ↘1251 | ↗1262 | ↘1237 | ↘1211 | ↗1214 |
| 2016  | 2017  | 2018  | 2019  | 2020  | 2021  | 2023  |
| ↘1210 | ↘1199 | ↘1177 | ↘1176 | ↘1159 | ↘1121 | ↘1103 |
| 2024  | 2025  |       |       |       |       |       |
| ↘1081 | ↘1072 |       |       |       |       |       |

## Состав сельского поселения
| №  | Населённый пункт   | Тип населённого пункта              | Население |
| -- | ------------------ | ----------------------------------- | --------- |
| 1  | Бакланово          | деревня                             | ↘1        |
| 2  | Весь               | деревня                             | ↗29       |
| 3  | Волосово           | деревня                             | ↗46       |
| 4  | Вороново           | деревня                             | ↘20       |
| 5  | Горное Елохово     | деревня                             | ↘0        |
| 6  | Заостровье         | деревня                             | ↘12       |
| 7  | Кириково           | деревня                             | ↘29       |
| 8  | Лахта              | деревня                             | →8        |
| 9  | Потанино           | деревня, административный центр     | ↘850      |
| 10 | Самушкино          | деревня                             | ↗24       |
| 11 | Хмелевик           | деревня                             | ↘1        |
| 12 | Чуново             | деревня                             | ↘18       |
| 13 | Шахново            | деревня                             | ↘14       |
| 14 | Шолтоло            | деревня                             | ↘8        |
| 15 | Шурягские Караулки | деревня                             | ↘7        |
| 16 | Юги                | деревня                             | ↘1        |
| 17 | Юги                | посёлок при железнодорожной станции | ↗50       |